# Фотовспышка
Фотовспы́шка, импульсный фотоосветитель, ИФО — источник искусственного освещения, предназначенный для создания кратковременных световых вспышек большой интенсивности. Применяется в фотографии при условиях недостаточной освещённости для получения резкого изображения движущихся объектов, а также в качестве съёмочного освещения в фотостудиях.

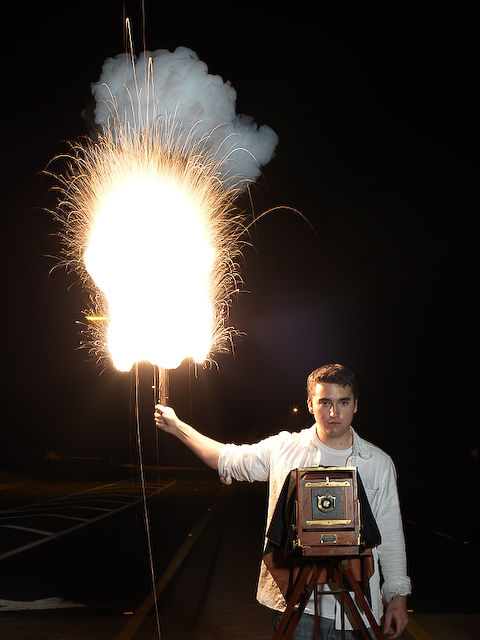
Фотограф с магниевой вспышкой

В современной фотографии в подавляющем большинстве используются электронные фотовспышки. Достоинством фотовспышек по сравнению с источниками постоянного света является более высокая энергетическая эффективность, благодаря возможности кратковременной работы только при открытом затворе. Кроме того, фотовспышка позволяет получать резкие фотографии быстродвижущихся объектов за счёт очень короткой экспозиции.

## Магниевая вспышка
Впервые импульсное освещение при фотосъёмке применил Уильям Генри Фокс Тальбот (англ. William Henry Fox Talbot), который в 1851 году использовал для этого искровой разряд Лейденской банки. Однако, способ оказался несовершенным и не получил распространения. В первой половине XIX века исследователи обнаружили, что при сгорании магния происходит интенсивное излучение света, близкого по спектральному составу к дневному. Последнее оказалось важным для фотографии, поскольку для несенсибилизированных фотоэмульсий тех лет жёлто-оранжевый свет большинства источников искусственного освещения был почти неактиничным.

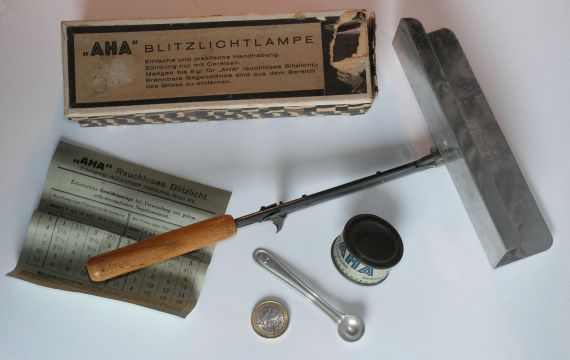
Комплект магниевой вспышки

Основу практическому применению вспышки магния заложил в 1859 году Уильям Крукс (англ. William Crookes), разработавший его смесь с другими компонентами, выполнявшими роль окислителя, увеличивающего интенсивность сгорания. В 1865 году Джон Трейл Тэйлор (англ. John Trail Taylor) усовершенствовал препарат, смешав порошок магния с хлоратом калия, серой и сульфидом сурьмы. В 1887 году Адольф Митте и Джон Гедике (нем. Adolf Miethe, Johannes Gaedecke) анонсировали более простую смесь магния с бертолетовой солью, получившую в английском языке название flash-powder, а в немецком — Blitzlicht. Кроме бертолетовой соли в качестве окислителя использовались также азотнокислые барий, торий, аммоний и марганцевокислый калий. Однако приготовление порошков и их дозирование занимало много времени и было сопряжено с риском возгорания. Кроме того, использование отсыревшей смеси грозило взрывом. Порошок насыпался на полку специального держателя и поджигался пистонным или кремнёвым механизмом. Более сложной разновидностью магниевой вспышки была трубка, направленная на пламя свечи или спиртовки: в нужный момент при помощи резиновой груши из неё выдувался порошок, воспламеняющийся от горелки.

Технологию съёмки с магниевой вспышкой упростил Генри Роско (англ. Henry Enfield Roscoe), разработавший шнур из магниевой смеси, нужная длина которого отрезалась от рулона, давая качественный свет при сгорании. Эдвард Зонштадт (нем. Edward Sonstadt), получивший в 1862 году патент на технологию изготовления шнура, через 4 года начал его массовый выпуск на учреждённой им Манчестерской Магниевой компании. В дальнейшем инженер компании Вильям Матер (англ. William Mater) заменил круглый шнур на плоскую ленту из этого же состава, дававшую более интенсивную вспышку. Кроме того, плоская лента оказалась дешевле и технологичнее. Матер также стал изобретателем специального держателя магниевой ленты, в котором и производилась вспышка. Корпус держателя снижал риск ожогов от взрыва магниевой смеси, сохранявшийся при её поджигании на открытой полке. Наиболее совершенной стала система поджига с электрическим запалом, изобретённая в 1899 году Джошуа Коэном (англ. Joshua Lionel Cowen). Вскоре выпуск магниевой ленты был налажен и другими предприятиями, например компанией Pistol Flashmeter, которая первой стала снабжать упаковку инструкцией, в которой указывалась зависимость получаемой экспозиции от использованной длины ленты.
Технология съёмки с магниевой вспышкой предполагала ручную синхронизацию, требуя установки фотоаппарата на штатив. После кадрирования и фокусировки с объектива снималась крышка и поджигался магний, дававший интенсивную вспышку продолжительностью примерно в 1/10 секунды. Сразу же после вспышки объектив закрывали, и съёмка завершалась. При наличии затвора те же манипуляции производили на ручной выдержке. На снимке получалось резкое изображение, экспонированное яркой вспышкой, тогда как постоянный свет не успевал подействовать на низкочувствительную эмульсию даже за несколько секунд. Однако, сгорание магниевых смесей сопровождалось интенсивным выделением дыма с неприятным запахом и звуком, похожим на выстрел. Кроме того, облако дыма от вспышки, рассеявшись под потолком помещения, вскоре выпадало в виде белого порошка, оседая на одежде. Проблема оказалась так велика, что фотографы, снимавшие со вспышкой на светских приёмах, сразу после снимка спешили скрыться, пока не обнаружился скандал. По этой причине, а также из-за пожарной опасности, во многих местах фотосъёмка со вспышкой вскоре была запрещена. Несмотря на все недостатки, магниевая вспышка оставалась самым дешёвым и доступным осветительным прибором и использовалась вплоть до конца 1950-х годов, особенно провинциальными фотографами. Полностью она вышла из употребления только после широкого распространения электронных вспышек.

## Одноразовые фотоколбы

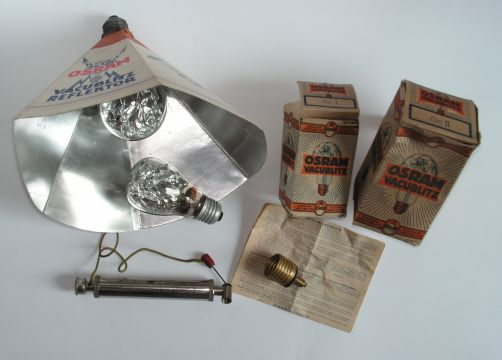
Первые одноразовые баллоны «Osram Vacublitz».

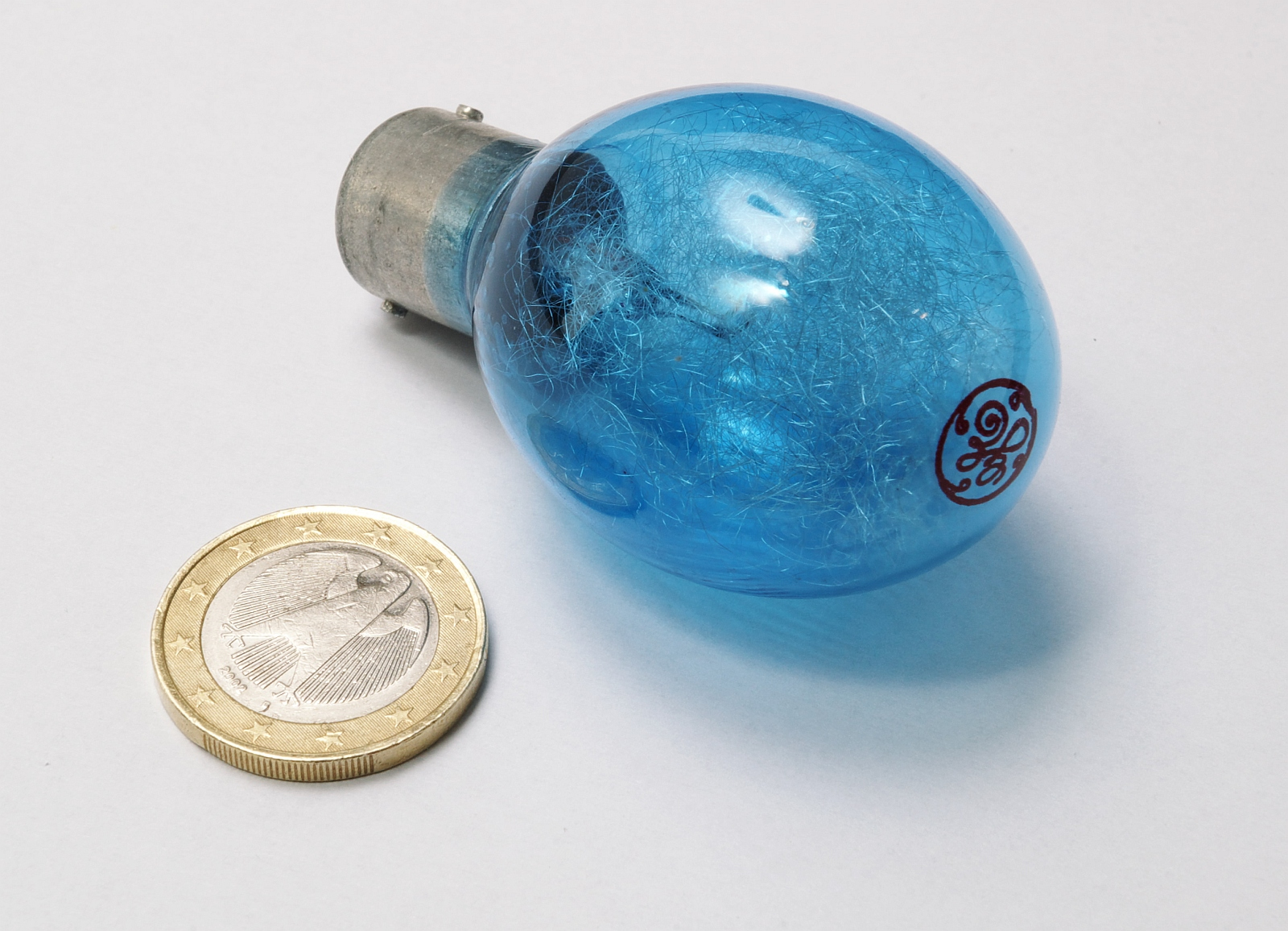
Фотоколба General Electric серии «B» для цветной фотографии.

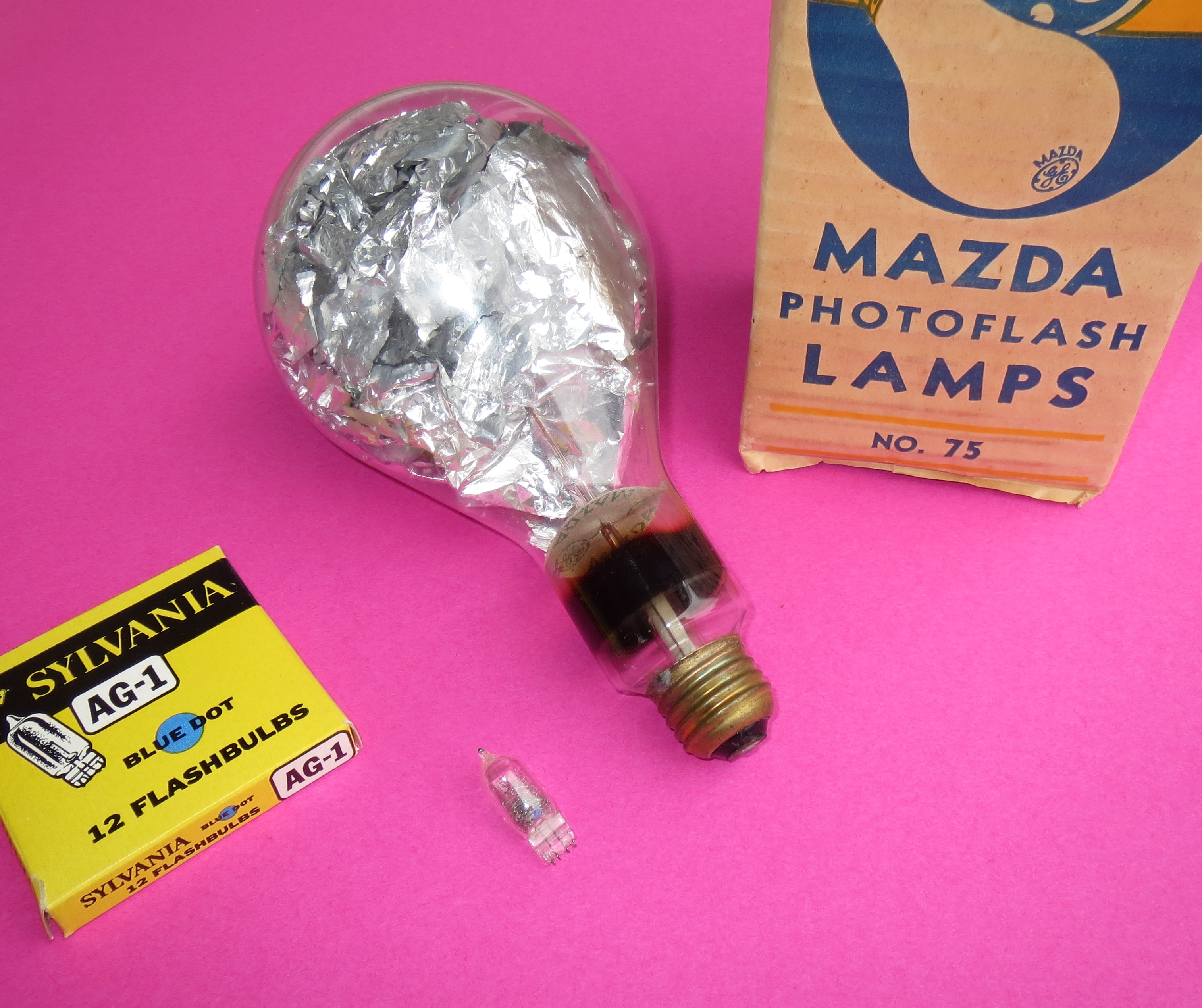
Самая мощная одноразовая вспышка Mazda и миниатюрная AG-1 в сравнении.

От большинства недостатков магниевой вспышки избавлены одноразовые фотоколбы. Их действие основано на сгорании тонкой магниево-алюминиевой проволоки в атмосфере чистого кислорода. В центре стеклянной колбы, заполненной кислородом под низким давлением, расположена нить накала, которая соединяется с двумя проводами, покрытыми поджигающей пастой. Пропущенный через нить накала ток раскаляет её, поджигая пасту, горящие брызги которой разлетаются внутри стеклянного баллона и воспламеняют магниевую проволоку, дающую яркую вспышку. Лампы этого типа вставляются в держатель («флэшган»), снабжённый низковольтной батареей для поджига. Конструкция, первоначально основанная не на проволоке, а на горючей фольге, была предложена в 1925 году инженером компании Osram Паулем Феркёттером (нем. Paul Vierkötter). Первые одноразовые фотоколбы Osram Vacublitz были выпущены в Германии в 1929 году, и запатентованы 23 сентября 1930 года Иоганном Остенмайером (нем. Johannes B. Ostermeier).
Фотоколбы были рассчитаны на одноразовое использование и выбрасывались после съёмки, однако были более безопасны, чем магниевая вспышка. Они не дымили и не распространяли неприятного запаха. Дополнительной мерой безопасности стало покрытие стеклянного баллона пластиковой плёнкой, предотвращавшей разлёт осколков в редких случаях взрыва колбы. Лампы для цветной фотографии, обозначенные индексом «B» (англ. Blue) покрывались голубым пластиком для компенсации жёлтого цвета вспышки, чтобы привести её спектральный состав в соответствие с цветовым балансом фотоматериалов для дневного света. Выпускались и фотобаллоны, покрытые инфракрасным светофильтром для съёмки на инфрахроматические фотоматериалы в полной темноте. Постепенно магний стали заменять цирконием, дававшим более яркий свет.
Появление в фотоаппаратуре встроенного синхроконтакта было вызвано популярностью фотоколб, совпавшей по времени с распространением высокочувствительных плёнок, требующих моментальной выдержки. При этом поджиг баллона занимал некоторое время и требовалось упреждение синхронизации, чтобы момент максимальной яркости вспышки совпал с открытием затвора. Поэтому большинство первых синхроконтактов снабжались шкалой упреждения (регулятором опережения), которое было различным для ламп разных категорий. Все фотоколбы делились на несколько групп по времени свечения: для типа «F» (англ. Fast) оно составляло в среднем 0,01 секунды, для типа «M» (англ. Medium) — 0,015, а для типа «S» (англ. Slow) — 0,02. Кроме длительности свечения у всех категорий различалось и время, затрачиваемое на поджиг, требуя регулировки синхронизации.
Самую длительную вспышку в течение 0,03 — 0,06 (1/30 — 1/15) секунды давали баллоны типа «FP» (англ. Focal Plane), пригодные для съёмки фотоаппаратами со шторным затвором на любых выдержках. За это время экспонирующая щель между шторками успевала «пробежать» по всей длине кадра.
В некоторых фотоаппаратах для одноразовых вспышек устанавливался отдельный синхроконтакт с обозначением «M» или «FP» и фиксированным временем задержки.
Первые одноразовые вспышки выпускались в колбе такого же размера и формы, как у обычной 100-ваттной лампы накаливания, но вскоре появились более компактные модели с байонетным цоколем, выбрасывающимся специальной кнопкой после срабатывания. Наиболее распространённым типом в профессиональной фотографии 1950-х годов стал Press 25 с диаметром баллона 25 мм (1 дюйм). Такие лампы, заряжаемые во «флэшган» с большим круглым отражателем, были стандартным дополнением складных пресс-камер и двухобъективных зеркальных фотоаппаратов, распространённых в те годы в фотожурналистике. Интенсивность света этой лампы достигала миллиона люмен. Другим распространённым типом были лампы с миниатюрным металлическим байонетом цоколя. Профессиональные «флэшганы» снабжались универсальным гнездом, рассчитанным на два-три различных стандарта цоколя. В отличие от США и Западной Европы, в СССР фотоколбы не получили широкого распространения в силу ряда обстоятельств. В то же время, Московским электроламповым заводом некоторое время выпускались фотовспышки «ФО-1в», рассчитанные на одноразовые баллоны «Ф-1» со световой энергией 25 000 люмен-секунд. Самой мощной из всех когда-либо выпущенных считается фотоколба GE Mazda No. 75, разработанная для ночной аэрофоторазведки во время подготовки к высадке союзников в Нормандии.
В 1958 году на американском рынке появились лампы AG-1 без металлического цоколя, постепенно ставшие наиболее массовыми. Прототипом стала немецкая разработка Philips PF-1 1955 года. Упрощённая технология изготовления позволила значительно снизить цену, довольно высокую у предыдущих типов. Кроме того, время поджига этих ламп значительно сократилось, позволив отказаться от опережения и пользоваться синхроконтактом «X», предназначенным для электронных вспышек. Несмотря на достоинства и безопасность, фотоколбы оставались одноразовым устройством, удорожающим каждый снимок. Кроме того, после срабатывания вспышки требовалась замена лампы, снижающая оперативность репортажной съёмки. Дело осложнялось тем, что колба разогревалась так сильно, что при неосторожном выбрасывании могла воспламенить предметы.

### Фотокубики

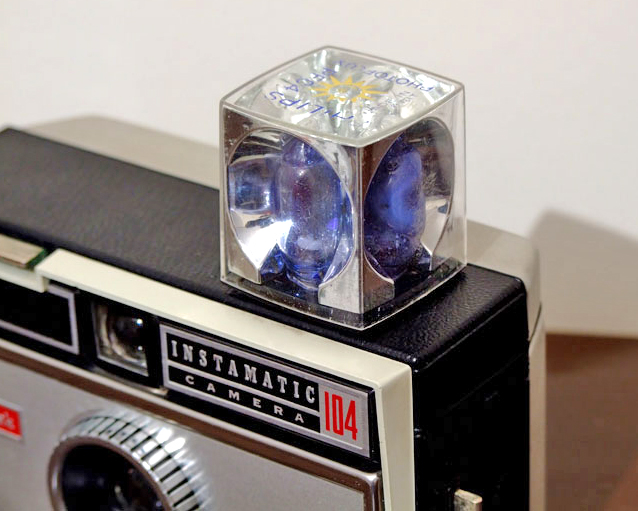
Фотоаппарат Instamatic с фотокубом.

В начале 1960-х годов компания Eastman Kodak разработала стандарт фотоплёнки Instamatic с упрощённой зарядкой, который был дополнен усовершенствованной технологией одноразовых вспышек фирмы Havells Sylvania под названием Flashcube. Специальный поворотный держатель фотоаппаратов этого стандарта был рассчитан на использование четырёх одноразовых вспышек, объединённых в общем пластмассовом корпусе в виде куба размером 25×25×29 мм. Каждая из четырёх рабочих граней такого куба содержала одноразовую лампу с отражателем. После каждого снимка держатель, соединённый с механизмом взвода затвора, поворачивал куб на 90° очередной гранью, в которой располагалась неиспользованная фотоколба. В результате, такой куб позволял сделать без перерыва не один, а четыре снимка со вспышкой. Использованный блок выбрасывался и легко заменялся новым.
Оригинальный Flashcube срабатывал от батарейки в фотоаппарате. Позднее был налажен выпуск автономной разновидности Magicube (X-Cube), которая поджигалась пружинным пьезоэлектрическим механизмом внутри корпуса куба, запускаемым при нажатии на спусковую кнопку фотоаппарата. Оба типа кубиков выглядели одинаково, но были несовместимы. В СССР выпускалась фотовспышка «Зеленоград», рассчитанная на использование отечественных или импортных фотокубов с электроподжигом от батареи «Крона». Стоимость одноразового «кубика», выпускавшегося на Московском электроламповом заводе, составляла 50 копеек. По аналогичному принципу был построен Flashbar для одноступенных фотоаппаратов Polaroid, где одноразовые вспышки располагались в ряд с одной стороны. Устройство позволяло сделать до 10 снимков без замены. Вспышка типа FlipFlash была также основана на блоках одноразовых баллонов, располагавшихся вертикально. Последняя конструкция выгодно отличалась от фотокуба уменьшением эффекта «красных глаз» за счёт сравнительно большого расстояния между вспышкой и объективом.

## Электронные фотовспышки

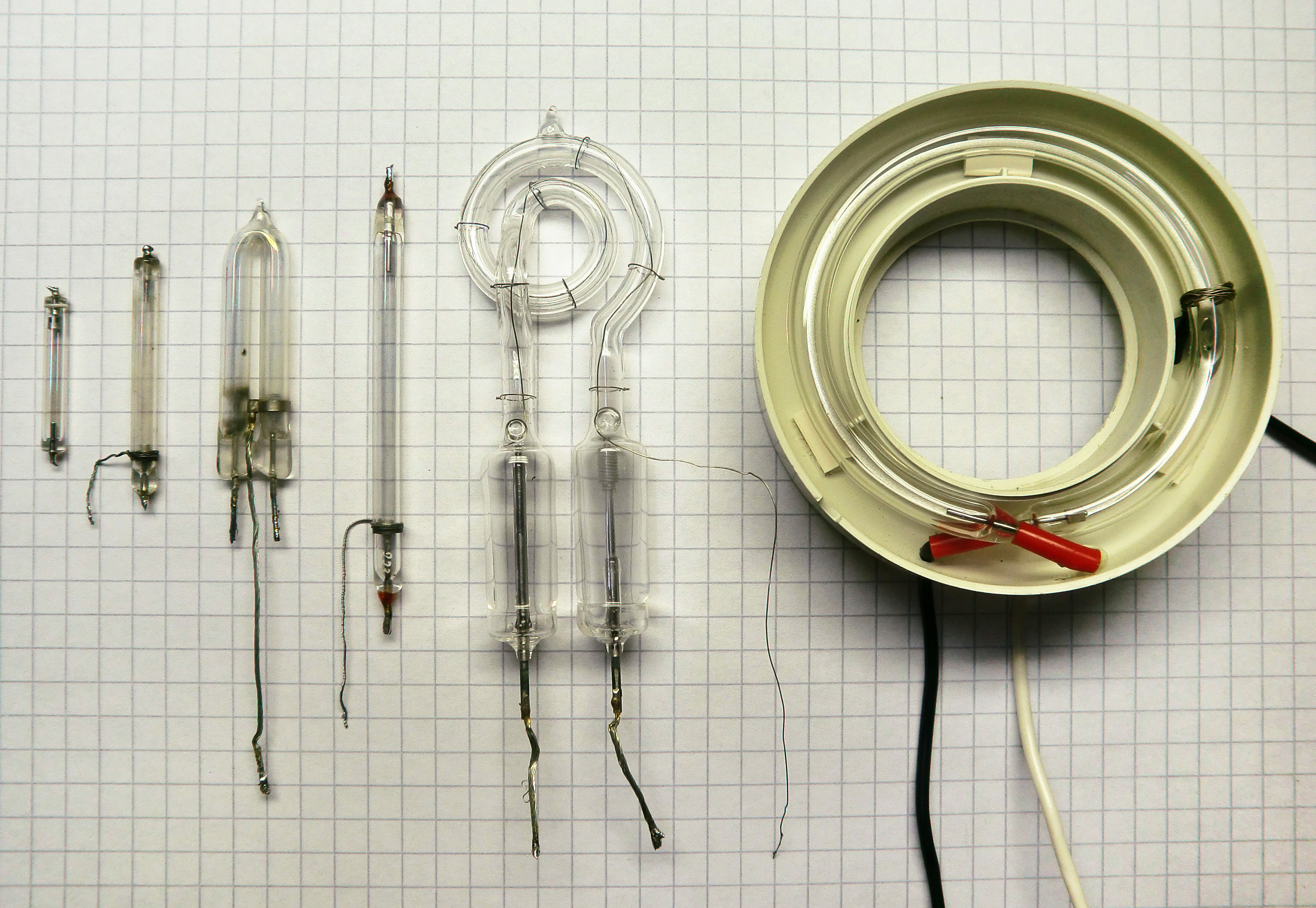
Ксеноновые лампы для электронных фотовспышек

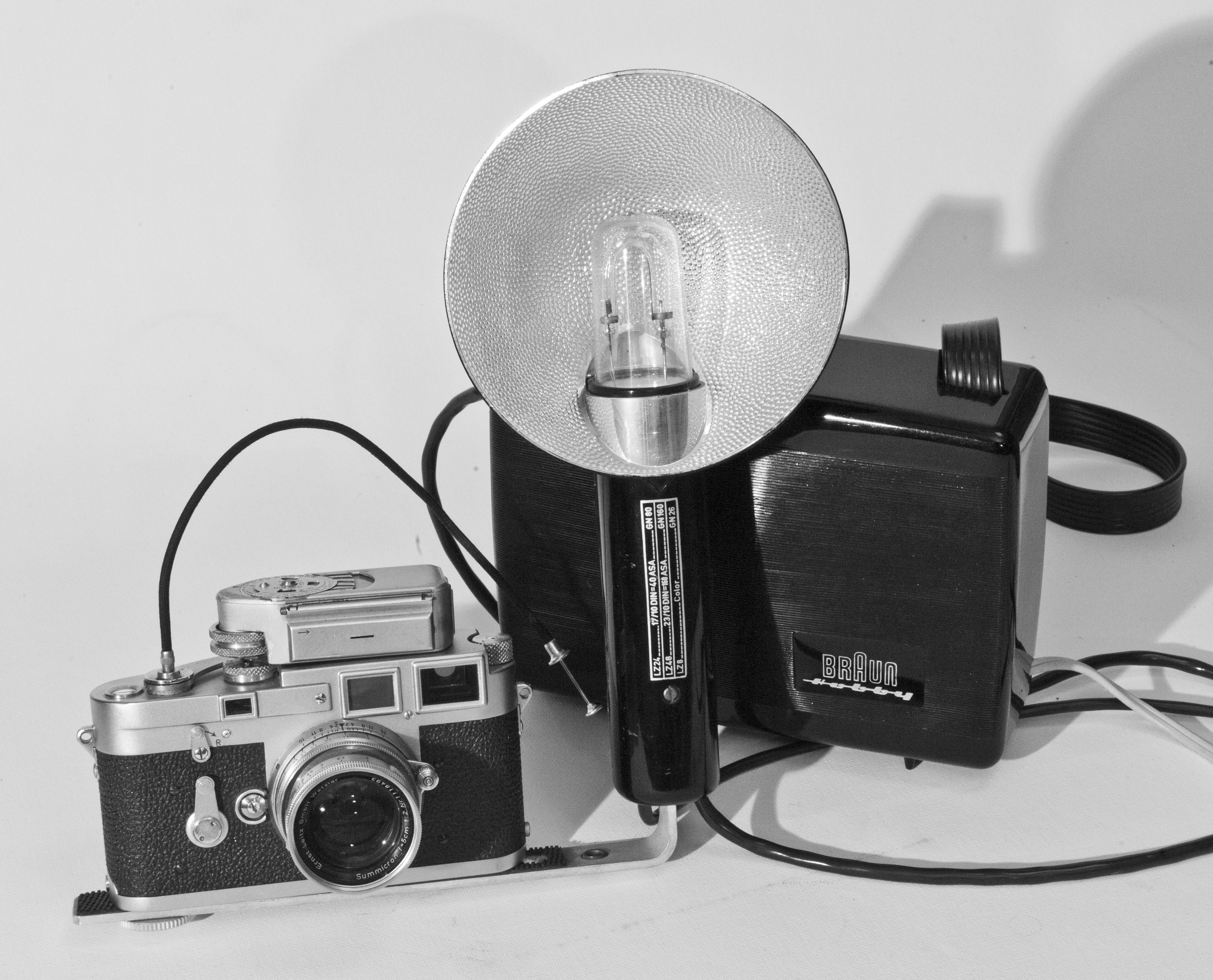
Одна из первых электронных фотовспышек «Braun», 1954 год

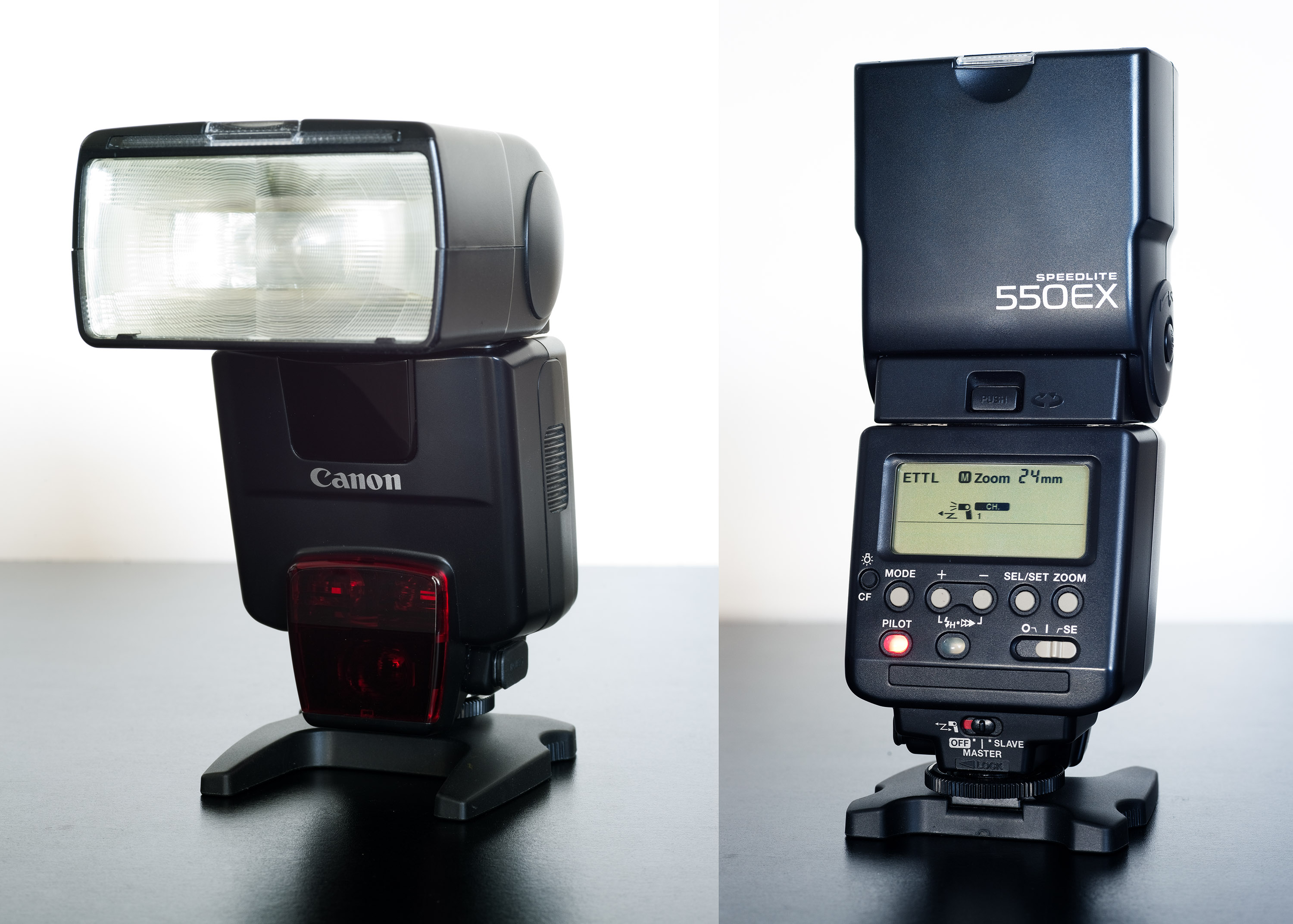
Современная электронная вспышка «Canon Speedlite»

Изобретение электронных фотовспышек связывают с именем Гарольда Эджертона, использовавшего её для хронофотографии и высокоскоростной съёмки.
Фотовспышки на основе ксеноновой газоразрядной лампы, изобретённой им в 1932 году, лишены большинства недостатков предыдущих типов: количество циклов их работы ограничено лишь сроком службы лампы. Световой импульс возникает в результате мощного газового разряда. В качестве газа чаще всего используется ксенон, поскольку спектр его излучения наиболее близок к солнечному. Первая электронная вспышка Strobotac выпущена компанией General Electric в 1935 году.
Основным элементом электронной фотовспышки является импульсная ксеноновая лампа, которая представляет собой запаянную стеклянную или кварцевую трубку, наполненную ксеноном под низким давлением. В противоположные концы трубки впаяны электроды, а на её поверхности находится электрод зажигания, представляющий собой полоску токопроводящей мастики, фольги или отрезок проволоки. К электродам подключён электролитический конденсатор большой ёмкости, который разряжается через газовую среду при подаче высоковольтного импульса на электрод зажигания при замыкании синхроконтакта. Разряд прекращается при падении напряжения конденсатора ниже 100 вольт, вследствие потери проводимости газа.
Недостатком такого устройства является необходимость подачи высокого напряжения на электроды, требующая громоздких высоковольтных батарей или подключения к электросети. В первом случае вес устройства достигал 6—8 килограммов, а во втором терялась автономность. Решение проблемы появилось в 1958 году, когда Пауль Метц использовал во вспышке METZ Mecablitz 45 транзисторный преобразователь, повышающий напряжение низковольтных батарей до необходимого для полноценного разряда. Современные электронные фотовспышки автономного типа строятся только по такому принципу.
В СССР первая электронная фотовспышка «Молния ЭВ-1» выпущена в 1955 году Московским электроламповым заводом. Её питание было универсальным: от сухой высоковольтной батареи типа 330-ЭВМЦГ-1000 «Молния» или от сети переменного тока.
Энергия импульса первых электронных вспышек (измеряется в джоулях) была фиксированной, и экспозиция, получаемая от их освещения, регулировалась диафрагмой объектива в соответствии с расстоянием до ключевого объекта съёмки. Зависимость, основанная на законе обратных квадратов, легко вычислялась при помощи «ведущего числа».
В более поздних вспышках появилась возможность ступенчатого изменения энергии импульса для съёмки вблизи или на удалении.
С совершенствованием полупроводниковой элементной базы получили распространение фотовспышки, позволяющие регулировать экспозицию изменением длительности разряда, прерываемого в нужный момент мощным тиристором или транзистором. Такая конструкция оказалась энергетически более экономичной, чем в ранних моделях, где лишний заряд конденсатора перенаправлялся на холостую гасящую газоразрядную трубку, заключённую в непрозрачном кожухе или рассеивался мощным резистором. В современных вспышках неиспользованный заряд остаётся в конденсаторе, укорачивая время его перезарядки, и экономя энергию питающих батарей или аккумуляторов. Кроме того, длительность импульса таких вспышек в режиме минимальной мощности может быть очень короткой, достигая 1/50 000 секунды.
Возможность регулировки мощности позволила реализовать автоматическое управление экспозицией, получаемой от импульсного освещения. Первые системы предусматривали сенсор, встроенный в корпус фотовспышки, поскольку её измерение возможно только в момент экспозиции, когда TTL-экспонометры неработоспособны. Однако, позднее компания Olympus разработала систему измерения света вспышки, отражённого от эмульсии фотоматериала.

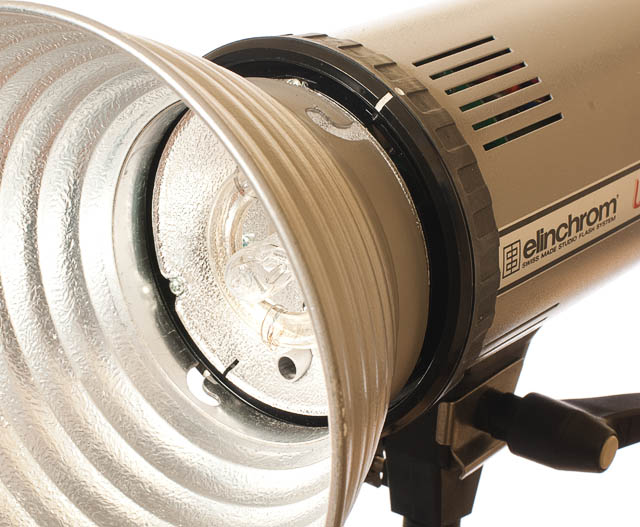
Студийная электронная фотовспышка.

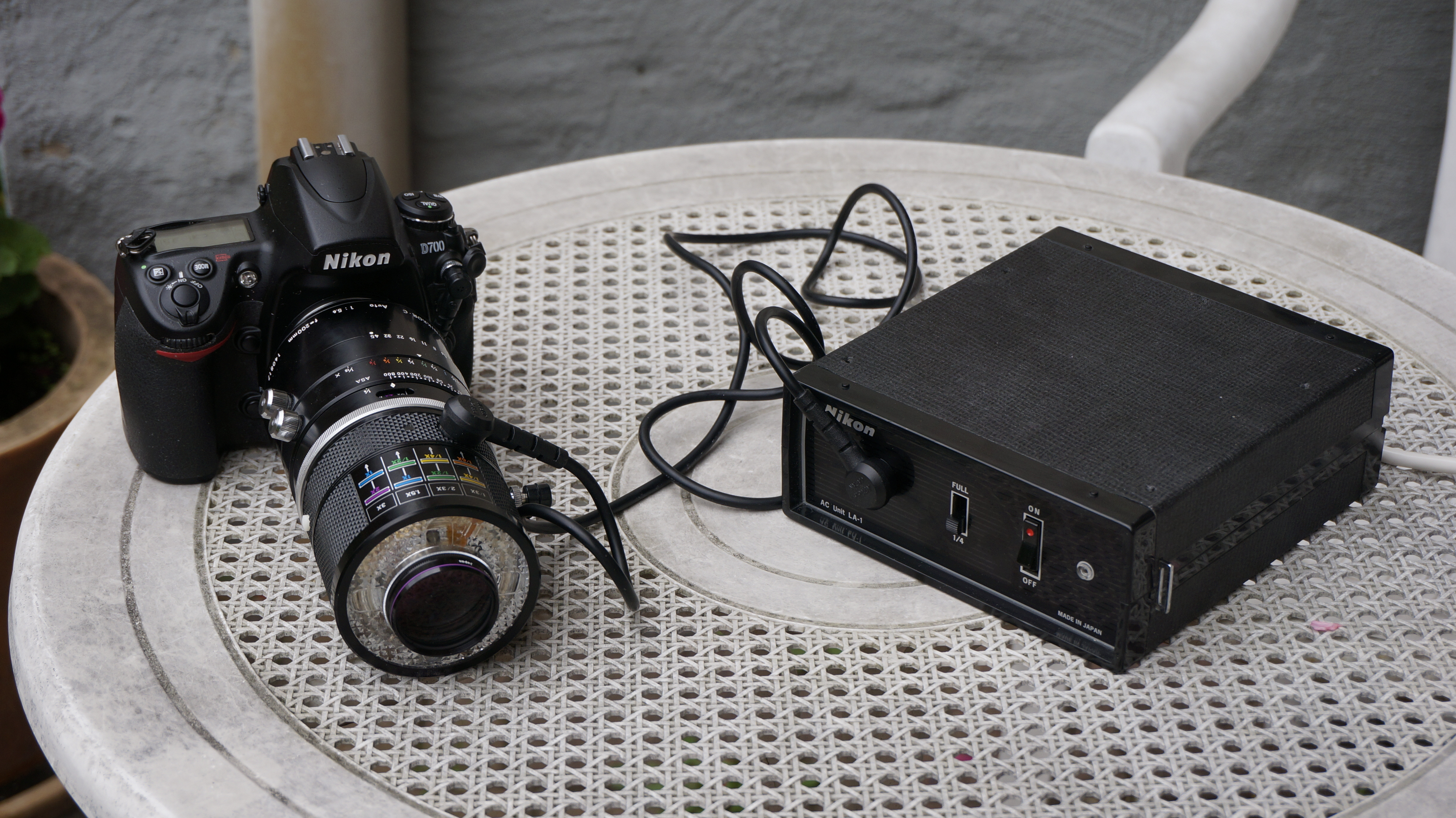
Объектив «Medical-Nikkor» со встроенной кольцевой вспышкой.

Распространение цифровой фотографии заставило пересмотреть эту конструкцию, поскольку фотоматрицы отражают слишком мало света, и его недостаточно для системы TTL OTF. Всеобщее распространение получило измерение предварительного импульса малой интенсивности, излучаемого вспышкой непосредственно перед подъёмом зеркала. Дальнейшее совершенствование автоматики было связано с учётом расстояния, на которое сфокусирован объектив и оценочным измерением по отдельным частям кадра. В конце концов, системы настолько усложнились, что электронные фотовспышки, получившие название «системные», утратили совместимость с фотоаппаратурой «чужих» брендов.
Миниатюризация электронных фотовспышек позволяет обеспечивать их высокую мощность и функциональность даже при очень компактных размерах. Большинство компактных и любительские зеркальные фотоаппараты оснащаются встроенными электронными вспышками, способными обеспечить подсветку при недостатке освещения. Впервые встроенная электронная вспышка появилась в 1964 году в фотоаппарате Voigtländer Vitrona.
Отдельную категорию составляют студийные фотовспышки, которые иногда называют «Стробы» англ. Strobe. В конце XX века этот тип освещения практически полностью вытеснил в студийной фотографии источники постоянного света, благодаря большему удобству при съёмке движущихся объектов при высокой энергетической эффективности. Такие вспышки делятся на две категории: моноблочные и генераторные. В последних несколько вспышек подключены к общему блоку питания. Кроме вспышки и цепей её регулировки, оба типа устройств оснащаются моделирующей лампой постоянного света, предназначенной для оценки светового рисунка, который будет получен при срабатывании вспышки. Точность оценки повышается благодаря синхронизации регулировки мощности импульса и яркости пилотного света. Студийные вспышки допускают замену рефлектора и использование светорассеивающих насадок.
Ещё одним специализированным типом электронных фотовспышек являются кольцевые приборы для макрофотографии и медицины. От других типов они отличаются кольцевой формой ксеноновой лампы, располагающейся вокруг передней линзы объектива фотоаппарата. Такая конструкция обеспечивает бестеневое освещение и исключает перекрытие света вспышки деталями камеры. В большинстве случаев такие вспышки присоединяются к определённым типам объективов при помощи байонета, но иногда выполняются, как конструктивная часть оправы, например в некоторых объективах Medical-Nikkor. Блок питания и конденсаторы кольцевых вспышек размещаются в отдельном блоке, соединённом с излучателем высоковольтным проводом.

### Синхронизация электронных вспышек
В отличие от одноразовых вспышек, длительность свечения которых измеряется десятыми долями секунды, электронные вспышки дают более короткий импульс в 1/1000—1/50000 секунды. По этой причине при съёмке со шторно-щелевыми фокальными затворами нормально экспонированный снимок может быть получен только на выдержках, при которых щель между шторками превосходит по размеру соответствующую сторону кадра или равна ей. До появления современных ламельных затворов большинство шторных обеспечивали синхронизацию на выдержках не короче 1/60 секунды, затрудняя использование вспышки для заполняющего освещения при дневном свете. В то же время, с центральными затворами синхронизация доступна во всём диапазоне, причём энергия импульса, в отличие от одноразовых вспышек, используется полностью даже на самых коротких выдержках. При этом, электронные вспышки не требуют упреждения синхронизации, срабатывая сразу же после замыкания синхроконтакта. В фотоаппаратуре с регулировкой упреждения синхронизации электронным вспышкам соответствует положение «X» (англ. Xenon). Все эти особенности в конце 1950-х годов привели к резкому росту популярности центральных затворов, которые начали устанавливать даже в однообъективных зеркальных фотоаппаратах, как дань всеобщей моде на электронные вспышки. До наших дней эта тенденция дошла только в среднеформатной аппаратуре, такой как Hasselblad, Bronica и т. д..

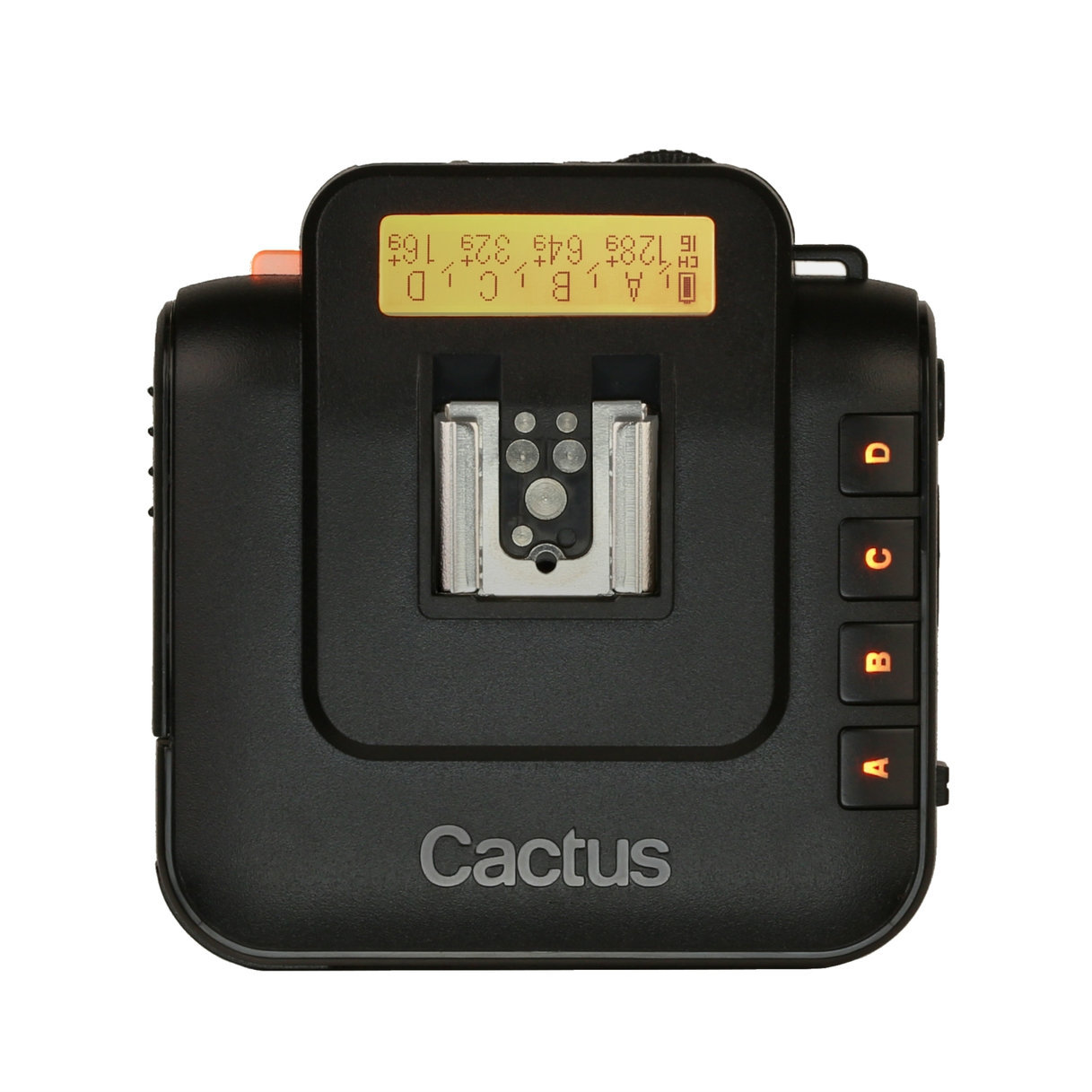
Радиосинхронизатор электронной фотовспышки.

Первые электронные вспышки соединялись с синхроконтактом затвора при помощи двух простейших штырьковых разъёмов с проводами. В 1953 году западногерманская фирма Zeiss Ikon приняла стандарт соединения при помощи одного кабеля с коаксиальным разъёмом типа «PC», получившим своё название от первых букв двух семейств фотозатворов: Prontor и Compur. В течение нескольких лет стандарт был принят во всём мире. Однако, возрастание количества соединений заставило конструкторов искать пути избавления от лишних проводов, и в 1977 году в качестве международного стандарта ISO:518 был утверждён «горячий башмак» с дополнительным контактом синхронизации. С этого момента для синхронизации электронной вспышки после её установки в обойму камеры никакие дополнительные соединения не требуются. Некоторое время вспышки продолжали комплектоваться съёмным проводом для соединения с устаревшими фотоаппаратами, но в дальнейшем от этого отказались. Тем не менее, современная цифровая аппаратура профессионального и полупрофессионального классов продолжает оснащаться разъёмом PC, необходимым, как минимум для соединения со студийными вспышками. Кроме того, имеются переходники, позволяющие подключать синхропровод с разъёмом PC к камере через крепление стандарта ISO:518. Следует заметить, что старые фотовспышки, физически совместимые с современными фотоаппаратами, имеют на синхроконтакте высокое напряжение. Использование их с современными камерами может привести к выходу камеры из строя.
Быстрое совершенствование электронных фотовспышек привело к тому, что они стали конкурировать с другими источниками света, успешно заменяя их. Необходимость подсветки дополнительными вспышками поставила вопрос об освобождении от проводного соединения для синхронизации, и появился целый класс устройств, получивших название «световых ловушек» или внешних синхронизаторов.
Датчик импульсного света, запускающий ведомую вспышку от срабатывания ведущей мог соединяться со стандартными устройствами или устанавливаться штатно в наиболее совершенные модели. В СССР «световой ловушкой» оснащались приборы «ФИЛ-101» и некоторые другие. Со временем световая синхронизация стала стандартной опцией большинства серийных электронных вспышек. В современных студийных вспышках такой способ остаётся основным, избавляя от обилия проводов в студии. Дальнейшее развитие автономных моделей пошло по пути передачи другим вспышкам данных системы автоматического управления экспозицией по инфракрасному каналу совместно с командами синхронизации. Такая система не реагирует на посторонние вспышки в случае одновременной съёмки события несколькими фотографами. Современные системные вспышки обладают возможностью совместной работы нескольких автоматических приборов с синхронизацией по нескольким каналам с различной кодировкой. Это позволяет размещать дополнительные вспышки с разных сторон объекта съёмки для создания световых эффектов, не мешая фотографам, работающим так же на другом канале. Однако, нестабильность световой синхронизации и её невысокая дальность, особенно вне помещений, в последнее время вынуждает фотографов использовать радиосинхронизаторы, менее чувствительные к особенностям среды. Последние модели системных фотовспышек, например Canon Speedlite 600 EX-RT, кроме инфракрасной системы оснащены встроенным радиосинхронизатором.

## Светодиодные осветители

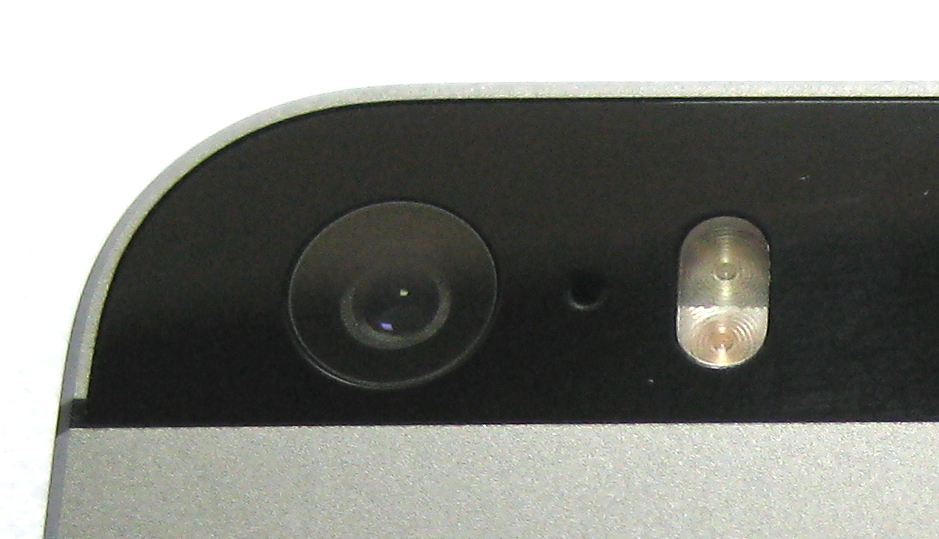
Светодиодная вспышка камерафона «iPhone 5s»

В XXI веке получили распространение светодиодные источники света, используемые вместо вспышек, и часто называемые «светодиодной вспышкой». В этом типе осветителя устанавливаются один или несколько светодиодов, но устройство не является вспышкой: время его свечения может быть произвольным, а по световой эффективности светодиоды сильно уступают ксеноновым лампам. К преимуществам светодиодов относятся малые размеры и масса, низкое напряжение питания, а также возможность работы в непрерывном режиме, что может быть использовано для видеосъёмки и подсветки автофокуса. Встроенные светодиодные осветители применяются в камерафонах, планшетных компьютерах, сверхминиатюрных фотоаппаратах. Существуют и выносные приборы в виде кольца или матрицы из большого количества светодиодов (например, для макросъёмки).

## Применение
Изобретение и совершенствование фотовспышек наиболее тесно связаны со съёмкой быстропротекающих процессов в научных и промышленных целях. В отличие от высокоскоростных фотозатворов, быстродействие которых ограничено инерцией, фотовспышки позволяют отсекать чрезвычайно короткие выдержки. При этом световая эффективность вспышек может быть на несколько порядков выше затвора, поскольку вся энергия импульса концентрируется в периоде экспозиции, каким бы коротким он ни был. Кроме того, в отличие от фокальных затворов, фотовспышка экспонирует весь кадр одновременно, полностью исключая искажения формы быстродвижущихся объектов. Теснее всего с высокоскоростной фотографией при помощи вспышек связано имя Гарольда Эджертона, разработавшего множество технологий съёмки, и внёсшего огромный вклад в совершенствование одноразовых и электронных вспышек. Кроме съёмки одиночных фотографий со сверхкороткими выдержками, Эджертон прославился экспериментами в области хронофотографии, фиксируя несколько фаз движения на одном снимке при помощи стробоскопа, созданного им из электронной вспышки. Наиболее коротких вспышек удалось достичь при помощи искрового разряда: для этого источника света выдержка измеряется единицами микросекунд.

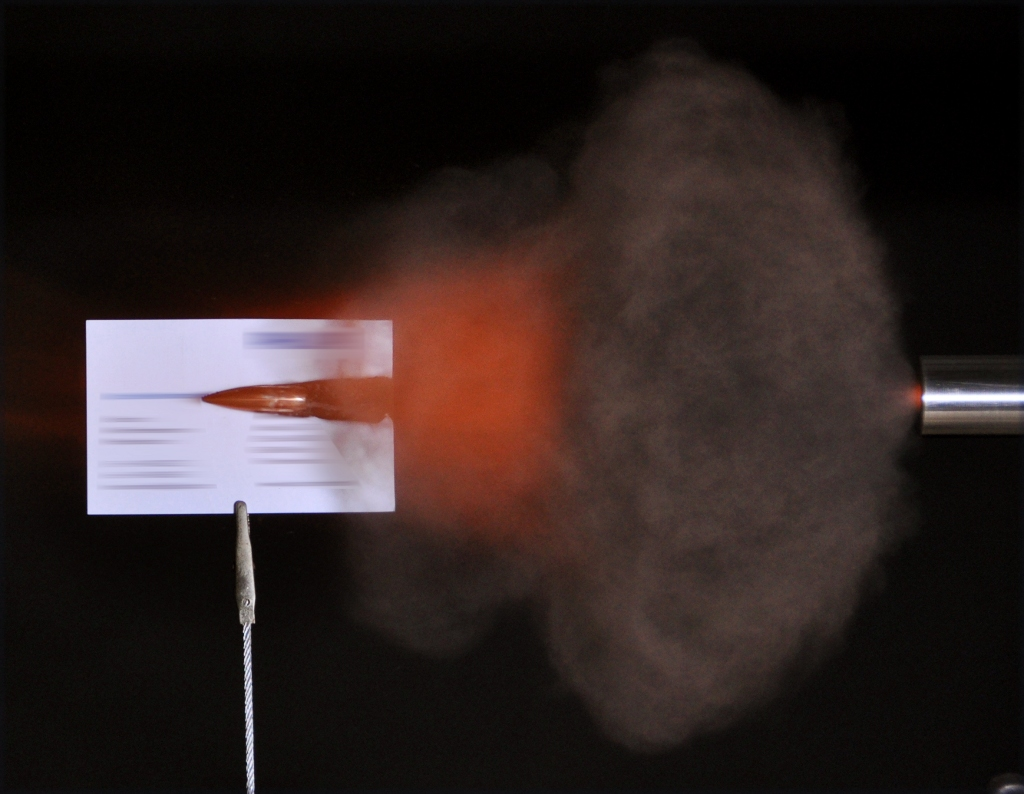
Фотография летящей пули, полученная при помощи искрового разряда.

В фотографии фотовспышки изначально использовались, главным образом, для сокращения выдержки в условиях недостаточного освещения. Первые годы после изобретения магниевая вспышка применялась в портретной съёмке, позволяя избежать смазывания лиц, неизбежного при светочувствительности фотоэмульсий тех лет. Постепенно вспышка стала неотъемлемым атрибутом при репортажной съёмке, фиксируя на фотоэмульсии резкое изображение движущихся людей. Рост светочувствительности фотоматериалов и распространение скоростных затворов в начале XX века не привели к отказу от вспышек, оставшихся необходимыми при съёмке в помещении или в тёмное время суток. Кроме того, в журналистике вспышка давала гарантированную подсветку лиц даже в случае съёмки против света или при резком боковом освещении, сохраняя узнаваемость репортажных портретов. Наличие фотовспышки позволяет сделать снимок даже в полной темноте. В 1990-х годах электронные вспышки практически полностью вытеснили осветительные приборы непрерывного света из фотостудий. Причиной стали несколько факторов: стабильная цветовая температура, точно соответствующая дневному свету, возможность без ограничений снимать как статичные, так и движущиеся объекты, а также значительно меньшее потребление электроэнергии.
Совершенствование цифровых фотоаппаратов и резкий рост рабочих значений светочувствительности в конце 2000-х годов позволили в фотожурналистике обходиться без вспышек практически в любых световых условиях. Однако фотовспышки не вышли из употребления, поскольку дают возможность выравнивать световые контрасты, неприемлемые в цифровой фотографии. В корпоративной и свадебной фотографии фотовспышка позволяет достигать высокой точности цветопередачи. Возможность использования дополнительных вспышек, синхронизированных с ведущей на фотоаппарате, позволяет создавать вне студии любые схемы освещения при полной автономности источников питания. В любительских фотоаппаратах, камерафонах и других подобных устройствах фотовспышка до сегодняшнего дня считается обязательным атрибутом, позволяющим получать качественный снимок в любых условиях. Наиболее распространённые сферы использования фотовспышки в практической фотографии:
1. Недостаточная освещённость — наиболее частое применение фотовспышки в любительской фотографии.
2. Подсветка теней. Использование вспышки при ярком солнце позволяет смягчить контраст, согласовав его с доступной фотографической широтой.
3. При съёмке с контровым освещением вспышка позволяет высветлить передний план, находящийся в тени.
4. Спортивная и репортажная съёмка в помещении. Вспышка даёт очень короткую выдержку, «замораживая» объект съёмки даже при недостатке обычного освещения.